# Денькович Іван Васильович
Іва́н Васи́льович Денько́вич  (нар. 20 січня 1963, с. Задільське, Сколівський район, Львівська область) — український політик, член ВО «Батьківщина» (2001–2010); Народний депутат України 6-го скликання, член депутатської групи «Реформи заради майбутнього», член Комітету з питань Регламенту, депутатської етики та забезпечення діяльності Верховної Ради України (з грудня 2007).

## Освіта
- Львівський національний університет імені Івана Франка (1980–1985), «Математика».

## Кар'єра
- З вересня 1985 — учитель математики, вересень 1992 — серпень 2000 — заступник директора з навчально-виховної роботи СШ № 73 м. Львова.
- З 2000 — директор СШ № 18 м. Львова.
- Квітень 2006 — листопад 2007 — заступник голови Львівської облради.

## Політична діяльність
- Листопад 2003 — жовтень 2004 — помічник-консультант народного депутата України Тимошенко Юлії Володимирівни.
- До 2006 року — депутат Львівської міської ради.
- Голова Львівської обласної організації ВО «Батьківщина» (з травня 2003 до жовтня 2010).
- Народний депутат України 6-го скликання з листопада 2007 від Блоку Юлії Тимошенко, № 115 в списку. На час виборів: заступник голови Львівської облради, член ВО «Батьківщина».
- Член фракції «Блок Юлії Тимошенко» (з листопада 2007), З березня 2010 р. Денькович І. В. увійшов в публічний конфлікт з вищим керівництвом партії, протестуючи проти продажу керівних посад у партійних організаціях бізнесменам-спонсорам партії. Денькович І. В. розкривав тіньові схеми махінацій, розкрадання коштів і інших незаконних дій, які здійснювались членами БЮТ, які увійшли туди, купивши мандати. Денькович І. В. називав конкретні прізвища, схеми, суми.

15 червня 2010 року Постановою Політичної ради партії № 06-08-047в Деньковича Івана Васильовича було виключено з членів партії за зраду інтересів партії.
25.05.2010 року відповідно до Постанови Президії Політичної Ради партії Всеукраїнське об'єднання «Батьківщина» № 06-08-040 Деньковича І. В. було звільнено з посади голови ЛОПО "ВО «Батьківщина», начебто за заявою «за власним бажанням». Такої заяви Денькович І. В. ніколи не писав, крім того, підпис на постанові від імені «Ю. Тимошенко» не належав самій Ю. Тимошенко. Відповідні матеріали, що свідчили про незаконне звільнення і підробку документів, Денькович І. В. оприлюднив в ЗМІ.
Вважаючи своє звільнення Денькович І. В. незаконним, Денькович І. В. оскаржив його до Печерського районного суду м. Києва. Ухвалою суду було заборонено можливість проведення конференції партії та реєстрації змін керівника. Вищевказані постанови про звільнення Деньковича було скасовано Ю. Тимошенко. В жовтні 2010 р. Деньковича І. В. ще раз було звільнено з посади Голови ЛОО ВО «Батьківщина», у зв'язку з його протестом проти дій керівництва партії і низки резонансних заяв та статей у пресі. Денькович І. В. подав за своїм підписом списки кандидатів у депутати до Львівської обласної та міської рад.
У лютому 2011 р. увійшов до новоствореної депутатської фракції «Реформи заради майбутнього».